# Myrceugenia diemii
Myrceugenia diemii là một loài thực vật có hoa trong Họ Đào kim nương. Loài này được Kausel mô tả khoa học đầu tiên năm 1942.